# José Antonio Conde y García
José Antonio Conde y García (La Peraleja, Conca, 28 d'octubre de 1766 - Madrid, 12 de juny de 1820) va ser un arabista, hel·lenista i historiador espanyol.
Va estudiar gramàtica i retòrica durant un any al Seminari de Conca, i després Dret i llengües (grec, llatí, àrab, hebreu) en la Universitat d'Alcalá. Va ser conservador de la Reial Biblioteca de San Lorenzo del Escorial. Es va casar amb una neboda de Leandro Fernández de Moratín, de qui va ser gran amic i amb qui va canviar un nodrit epistolari. La seva esposa va morir a l'any de matrimoni durant el part del que era el seu primer fill i que també va perdre.
La seva traducció d'Anacreont (1791) li va oferir un lloc a la Biblioteca Reial en 1795. Entre 1796 i 1797 va publicar diverses paràfrasis de Teòcrit, Bió, Moscos, Safo i Meleagre.
També va fer una edició de la Descripción de España de Al Idrisi (1799), amb notes i traducció. Va polemitzar amb Pablo Pedro Astarloa i Juan Bautista Erro sobre l'origen del basc.
Corresponent de l'Acadèmia de Berlín, va ser escollit a més acadèmic de la Reial de la Llengua en 1802 i de la Reial de la Història en 1804, ocupant en aquesta última institució el càrrec d'antiquari.
La seva intervenció com a intèrpret de Josep I Bonaparte va provocar la seva classificació com afrancesat i la seva expulsió d'Espanya. Va escapar a França al febrer de 1813 i va tornar en 1814, però no va poder evitar la confiscació de tots els seus béns en aquest mateix any. De la biblioteca de l'Escorial va extreure el manuscrit del Cançoner de Baena, que els seus hereus van vendre i avui és un dels tresors de la Biblioteca Nacional de París. Va viure a França en la més absoluta indigència i, en tornar a Espanya, van haver de pagar el seu enterrament l'hispanista George Ticknor i els seus amics Leandro Fernández de Moratín, Francisco Martínez de la Rosa i Agustín Argüelles Álvarez.

## Obra
És conegut sobretot per la seva "Historia de la dominación de los árabes en España sacada de varios manuscritos y memorias arábigas", publicada pòstumament a Madrid en tres volums entre 1820 i 1821. Només el primer va ser preparat per a la impremta i corregit pel seu autor, els dos següents van ser elaborats per Juan Tineo amb el material deixat per Conde. L'obra va conèixer un gran èxit i va anar promptament traduïda a l'alemany (1824-1825), francès (1825) i anglès (1854). No obstant això va ser durament atacada per l'arabista holandès Reinhart Dozy i els arabistes espanyols, els qui li van arribar a acusar de no saber bé la gramàtica de l'àrab i haver desaprofitat els tresors bibliogràfics que va disposar, arribant fins i tot a falsejar els fets.

## Obres
- Poesias de Anacreon, Teócrito, Bion y Mosco, Madrid: Benito Cano, 1796.
- Idilios de Teócrito, Bion y Mosco, Madrid: Benito Cano, 1796.
- Historia de la dominación de los árabes en España, sacada de varios manuscritos y memorias arábigas. Madrid, 1820-1821, tres vols., muy reimpresa y traducida.
- Califas cordobeses, 1820.
- Poesías orientales, Madrid, 1819.
- Sobre las monedas arábigas, Madrid, 1817.
- El Evanteo, poema traducido, 1787.
- Thekr al Andalus taleef Sherif Aledris / Descripción de España de Xerif Aledris, conocido por El Nubiense, con traducción y notas de Josef Antonio Conde, Madrid: Guillermo Blázquez, 2003. Ed. original Madrid: Imprenta Real, 1799.
- Censura crítica del alfabeto primitivo de España, y pretendidos monumentos literarios del vascuence. Madrid, Imprenta real, 1806.
- Censura crítica de la pretendida excelencia y antigüedad del vascuence Madrid, Imprenta real, 1804.
- Carta en Castellano con posdata poliglota : en la qual don Juan Antonio Pellicer y don Josef Antonio Conde... responden a la carta crítica que un Anonimo dirigio al Autor de las Notas del Don Quijote desaprobando algunas de ellas. Madrid: Imprenta de Sancha, 1800.
- Memoria sobre la moneda arabiga, y en especial la acuñada en España por los principes musulmanes : leida en la real Académica de la Historia en junta de 21 Julio de 1804, Madrid: [s. n.], 1817.